# Велик Бояджиев
Велик Костадинов Бояджиев е български комунист.

## Биография
Велик Бояджиев е роден в е роден на 15 април 1899 година в неврокопското село Черешово, тогава в Османската империя, днес в Гърция. Емигрира в Свободна България и в 1920 година става член на БКП. Секретар е на партийната организация в Жостово и работи заедно с Георги Караджов. 
В 1925 година емигрира в Съветския съюз и на следната 1926 година става член на ВКП (б). Сътрудничи на българската преса в Украйна. Редактор е на многотиражката „Сталинская правда“.
Арестуван е в 1938 година, но е освободен през февруари 1939 година.
След Деветосептемврийския преврат, в 1946 година се връща в България и постъпва на работа в БКП. Работи като инструктор на ЦК на БРП (к).
Умира в 1967 година.

## Бележкки
1. 1 2 3 4 5 6  Българи жертви на сталинисткия терор //   Сите българи заедно. Посетен на 23 юни 2022 г.
2. ↑  Дихан, Михаил. Участието на българските политемигранти в изграждането на социализма в Украйна-1924-1929.   София, Наука и изкуство, 1977. с. 195.
3. ↑  Ангелов, Веселин. Хроника на едно национално предателство.   Благоевград, Университетско издателство „Неофит Рилски“, 1999. ISBN 954-680-103-8. с. 221.